# Grevillea manglesii
Grevillea manglesii là một loài thực vật có hoa trong họ Quắn hoa. Loài này được (Graham) Planch. miêu tả khoa học đầu tiên năm 1858.